# Língua coroado
A língua coroado é uma língua pertencente à família linguística puri.